# Extension Gunners FC
L'Extension Gunners FC és un club botswanès de futbol de la ciutat de Lobatse.

## Palmarès
- Lliga botswanesa de futbol: [1]
  - 1992, 1993, 1994

- Copa botswanesa de futbol: [2]
  - 1988, 1992, 2011

- Orange Kabelano Charity Cup: [2]
  - 1996, 1998, 2001